# 坂下 (板橋区)
坂下（さかした）は、東京都板橋区の町名。現行行政地名は坂下一丁目から三丁目。全域で住居表示が実施されている。

## 地理
板橋区の北部に位置する。北端で新河岸川に接する。北で新河岸川を隔てて舟渡、西で蓮根、南西で相生町、南で志村、東で東坂下と隣接する。町域の東端を国道17号（中山道）が通じている。南北に長い町域を持ち、南から順に一丁目、志村坂下通りを境界として二丁目、高島通りを境界として三丁目となっている。
江戸時代から明治時代にかけては現在の東坂下とともに、清水坂から戸田の渡しに至る街道筋の小集落が点在する地域であった。1923年の関東大震災後より化学・薬品系の工場が相次いで創設され、太平洋戦争中はほとんどが軍需工場となった。現在でも北部の三丁目地域には化学系の企業・工場が多く立地している。コビト撤退後はマンションの建設が進められている。南部の一丁目・二丁目地域は主に住宅地で、学校・公園・公営住宅も多く見られる。

### 地形
荒川低地の沖積層からなり、全域がほぼ平坦である。

### 河川
- 新河岸川
- 出井川（暗渠）
- 前谷津川（暗渠）
- 蓮根川（暗渠）

### 地価
住宅地の地価は、2025年（令和7年）1月1日の公示地価によれば、坂下1-30-21の地点で43万7000円/m2、坂下3-25-2の地点で40万8000円/m2となっている。

## 歴史
廃藩置県実施前は武蔵国豊島郡蓮沼村（後に分村により本蓮沼村）および根葉村の一部。一帯は中山道の清水坂から戸田の渡しに至る街道筋に小集落が点在していたほかは、志村の原・下の原と呼ばれる葦や萱の生い茂る低湿地の原野だった。志村の原は蓮沼村と根葉村の入会地であり、将軍の御鷹場とされた。

### 沿革
- 1602年（慶長7年）：徳川家康の命により、中山道が整備される。
- 17世紀前半ごろ：荒川洪水の被害を受けた氷川神社および南蔵院が、現在の坂下二丁目地域から高台（現在の蓮沼町）に移転する。
  - 従来は1724年（享保9年）に起きた荒川水害による移転とされてきたが、正保年間（1644年～1648年）に作られた絵図には蓮沼村や南蔵院が現在の場所に記されていることから、遅くとも17世紀半ばまでには高台移転が行われたものと考えられる[8]。
- 1717年（享保2年）：徳川吉宗将軍による鷹狩再開の命により、当地を含む志村の原・徳丸ヶ原地域が「戸田筋」に指定される。
- 1718年（享保3年）：徳川吉宗が戸田筋で鷹狩を行う。
- 1862年（文久2年）：蓮沼村が上蓮沼村と本蓮沼村に分村し、当地域は本蓮沼村となる。以下、上蓮沼村・根葉村地域の地名変遷については蓮根を参照。
- 1871年（明治4年）11月：浦和県（現埼玉県）から東京府に編入。大区小区制実施。
- 1878年（明治11年）：郡区町村編制法により北豊島郡が設置され、東京府北豊島郡本蓮沼村および根葉村となる。
- 1889年（明治22年）4月1日：市制町村制施行により志村と合併、東京府北豊島郡志村大字本蓮沼および大字根葉となる。字名として長後町、前沼、後沼、小袋、大谷町、峡下など。
- 1900年（明治33年）：志村内での大字合併により、大字上蓮沼と大字根葉が大字蓮根となる。
- 1921年（大正10年）：荒川流域改修工事の一環として、従来、現在の埼玉県和光市新倉で荒川に合流していた新河岸川を、現在の東京都北区志茂の岩淵水門での合流につけかえるため、現在の坂下・東坂下地域を通過する流路開削工事が始まる。
- 1923年（大正12年）：王子（王志とも）乗合自動車商会（後に中山道乗合自動車を経て、戦後は国際興業バスに統合）が、王子駅 - 志村戸田橋間の路線バス事業を開始。現在の町域に、二軒家、三軒家、蓮根（現在の蓮根町域ではなく、後の都電志村線志村橋電停付近と考えられる）の各停留所が設置される。
- 1925年（大正14年）：1923年9月1日に発生した関東大震災後の帝都復興計画に伴い、東京都市計画区域内における市街地建築物法による住居・商業・工業地域の指定変更が行われる。北豊島郡志村全域が工業地域内甲種特別地区に指定され、化学薬品工場・危険物取扱工場の設立が可能になる。[9][10]
- 1932年（昭和7年）10月1日：東京府内市郡併合による板橋区発足に伴い、東京府東京市板橋区志村長後町となる（1943年8月1日 東京都制施行）。
- 1933年（昭和8年）：中山道拡幅・新道（国道17号）建設工事が行われる。新河岸川開削工事が完成する。
- 1945年（昭和20年）3月：大日本インキ製造株式会社（現・DIC株式会社）本店が東京市本所区から志村蓮根町（現在の坂下三丁目）に移転。後に東京工場が設置される。
- 1947年（昭和22年）：志村長後町が一丁目・二丁目に分かれ、東京都板橋区長後一丁目および二丁目となる。
- 1955年（昭和30年）6月10日：都電志村線志村坂上 - 志村橋間開通。志村坂下、長後町一丁目、長後町二丁目、志村橋の各電停が設置され、新設の41系統が巣鴨車庫前まで運転される。[11]
- 1956年（昭和31年）：（旧）蓮根三丁目（現在の坂下三丁目）に東京渡辺製菓株式会社（後の株式会社コビト）創業。
- 1964年（昭和39年）10月7日：第18回オリンピック東京大会の聖火が戸田橋から東京都入りし、長後一丁目・二丁目の中山道を走る。長後二丁目には走者中継点が設置された。
- 1966年（昭和41年）5月1日：住居表示が施行される。長後一丁目・二丁目の中山道以西および（旧）蓮根一丁目～三丁目の地下鉄建設予定地以東、（旧）志村町三丁目・四丁目の一部地域が坂下一丁目～三丁目に再編される。[12]
- 1966年（昭和41年）5月28日：都電志村線廃止（最終運行日）。
- 1968年（昭和43年）12月27日：都営地下鉄6号線開通、志村三丁目駅および蓮根駅開業。
- 1969年（昭和44年）8月：城北交通公園開園。
- 1980年（昭和55年）：コビトが撤退する。
- 1982年（昭和57年）：芝浦工業大学高等学校が坂下二丁目に移転、中学校を併設する。
- 2017年（平成29年）：芝浦工業大学高等学校が江東区豊洲に転出。

### 地名の由来
清水坂（別名・志村坂・隠岐坂・地蔵坂）の下にあることから名づけられた。旧名の「志村長後町」は、北豊島郡志村大字本蓮沼の字名のひとつから採られた。

## 世帯数と人口
2025年（令和7年）3月1日現在（板橋区発表）の世帯数と人口は以下の通りである。
| 丁目       | 世帯数     | 人口     |
| ---------- | ---------- | -------- |
| 坂下一丁目 | 3,449世帯  | 5,776人  |
| 坂下二丁目 | 3,450世帯  | 6,610人  |
| 坂下三丁目 | 4,059世帯  | 7,619人  |
| 計         | 10,958世帯 | 20,005人 |

### 人口の変遷
国勢調査による人口の推移。
| 年                 | 人口   |
| ------------------ | ------ |
| 1995年（平成7年）  | 16,208 |
| 2000年（平成12年） | 16,620 |
| 2005年（平成17年） | 17,475 |
| 2010年（平成22年） | 18,319 |
| 2015年（平成27年） | 19,249 |
| 2020年（令和2年）  | 19,884 |

### 世帯数の変遷
国勢調査による世帯数の推移。
| 年                 | 世帯数 |
| ------------------ | ------ |
| 1995年（平成7年）  | 6,572  |
| 2000年（平成12年） | 7,206  |
| 2005年（平成17年） | 7,729  |
| 2010年（平成22年） | 8,605  |
| 2015年（平成27年） | 9,109  |
| 2020年（令和2年）  | 10,074 |

## 学区
区立小・中学校に通う場合、学区は以下の通りとなる（2021年8月時点）。
| 丁目       | 番地                     | 小学校                 | 中学校                 |
| ---------- | ------------------------ | ---------------------- | ---------------------- |
| 坂下一丁目 | 4～22番                  | 板橋区立志村坂下小学校 | 板橋区立志村第四中学校 |
| 坂下一丁目 | 1～3番 23～26番 28番     | 板橋区立志村坂下小学校 | 板橋区立志村第五中学校 |
| 坂下一丁目 | 34～41番                 | 板橋区立志村坂下小学校 | 板橋区立志村第三中学校 |
| 坂下一丁目 | 27番 29～33番            | 板橋区立志村第六小学校 | 板橋区立志村第五中学校 |
| 坂下二丁目 | 1番                      | 板橋区立志村第六小学校 | 板橋区立志村第五中学校 |
| 坂下二丁目 | 2～33番                  | 板橋区立志村第六小学校 | 板橋区立志村第三中学校 |
| 坂下三丁目 | 1～5番 22番              | 板橋区立志村第六小学校 | 板橋区立志村第五中学校 |
| 坂下三丁目 | 6番 9〜10番              | 板橋区立蓮根小学校     | 板橋区立志村第三中学校 |
| 坂下三丁目 | 7〜8番 11～21番 23～37番 | 板橋区立蓮根小学校     | 板橋区立志村第五中学校 |

## 事業所
2021年（令和3年）現在の経済センサス調査による事業所数と従業員数は以下の通りである。
| 丁目       | 事業所数  | 従業員数 |
| ---------- | --------- | -------- |
| 坂下一丁目 | 176事業所 | 2,658人  |
| 坂下二丁目 | 159事業所 | 1,918人  |
| 坂下三丁目 | 165事業所 | 1,859人  |
| 計         | 500事業所 | 6,435人  |

### 事業者数の変遷
経済センサスによる事業所数の推移。
| 年                 | 事業者数 |
| ------------------ | -------- |
| 2016年（平成28年） | 520      |
| 2021年（令和3年）  | 500      |

### 従業員数の変遷
経済センサスによる従業員数の推移。
| 年                 | 従業員数 |
| ------------------ | -------- |
| 2016年（平成28年） | 7,125    |
| 2021年（令和3年）  | 6,435    |

## 交通

### 鉄道
町域に駅は存在しないが、以下の路線・駅が利用可能である。
- 東京都交通局
  - 都営地下鉄三田線：蓮根駅（蓮根二丁目。蓮根駅前通りをはさみ坂下二丁目と隣接）・志村三丁目駅（志村三丁目。環八通りをはさみ、坂下一丁目と近接）
- 東日本旅客鉄道（JR東日本）
  - 埼京線：浮間舟渡駅（舟渡一丁目および北区浮間四丁目）

### バス
- 国際興業バス　※出入庫に伴う区間運転系統は特記しているものを除き省略。
  - 蓮根一丁目：赤02 志村坂下経由赤羽駅西口行き・成増駅北口行き、池20 池袋駅西口行き・高島平操車場行き
  - 相生橋：赤02 志村坂下経由赤羽駅西口行き・成増駅北口行き
  - 志村四中：赤02 志村坂下経由赤羽駅西口行き・成増駅北口行き、東練02 東武練馬駅行き・志村三丁目駅行き、赤01 赤羽駅西口行き・平和台駅経由練馬駅行き
  - 大谷橋・坂下二丁目：池20 池袋駅西口行き・高島平操車場行き
  - 志村三丁目駅（旧称・志村車庫）：池20 池袋駅西口行き・高島平操車場行き、赤01 赤羽駅西口行き・平和台駅経由練馬駅行き、東練02（始発） 東武練馬駅行き、赤02 志村坂下経由赤羽駅西口行き・成増駅北口行き
    - 志村坂上経由赤羽駅西口行きの始発便（赤56-2系統）も運転されている。この系統の赤羽駅方面からの入庫便は中台三丁目行き赤56-3系統で、当停留所は経由しない。

  - 東坂下二丁目・三軒家・二軒家・志村橋：池21　池袋駅西口行き・舟渡町経由高島平駅行き。
    - 志村橋はかつて都電志村線の終着で、都電史上最北の停留所であった。また、三軒家停留所近くにはかつて東京都交通局志村自動車営業所があり、都電志村線廃止から地下鉄6号線開通までの期間を中心に、志村車庫発東大赤門前経由東京駅北口行きなど多くの路線の運行を担当していたが、1982年に廃止された。現在、板橋区内を走行する都営バスは、環七通りを経由する王78系統（新宿駅西口 - 高円寺陸橋 - 南常盤台 - 王子駅）のみである。

### 道路
- 国道17号（中山道）
- 東京都道311号環状八号線（環八通り）
- 東京都道446号長後赤塚線（高島通り、松月院通り）坂下一丁目交差点 - 志村坂下交差点 - 蓮根駅前交差点
- 東京都道447号赤羽西台線
- 御成塚通り

### 橋梁
- 蓮根橋
- 志村橋

## 施設
- 板橋区役所蓮根区民事務所
- 城北信用金庫志村支店
- 板橋区立志村第五中学校
- 板橋区立志村第三中学校
- 板橋区立志村第六小学校
- 城山みどり幼稚園
- 坂下三丁目保育園
- 友和保育園
- 板橋坂下郵便局
- 板橋坂下一丁目郵便局
- 城北公園
  - 城北野球場
  - 城北交通公園 D51形蒸気機関車などを展示。
- ロータスホール
- 紀の国湯
- 西友蓮根坂下店
- ビッグ・エー板橋坂下店
- 志村公園
- 東京電力パワーグリッド蓮根変電所
- DIC株式会社本店・東京工場
- 有機合成薬品工業 東京研究所
- 東邦顔料工業
- 国際興業バス志村営業所（志村車庫）

## 史跡

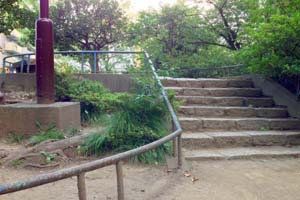
徳川吉宗が築いた4.5m高の鷹狩物見塚（現在は、削平され1mほど）

- 御成塚（栄螺山）―　1719年、徳川吉宗が、鷹狩りの際に指図をするために螺旋状の坂をつけた築山を設けた。

## その他

### 日本郵便
- 郵便番号 : 174-0043[3]（集配局 : 板橋北郵便局[22]）。